# Sofus Rose
Sofus Rose (Anders Sofus Emanuel Jensen Rose; * 10. April 1894 in Kongens Lyngby; † 15. September 1974 in Kopenhagen) war ein dänischer Marathonläufer.
1915 wurde er Dänischer Meister. 1918 wurde er Dritter und 1919 und 1920 jeweils Zweiter.
Bei den Olympischen Spielen 1920 in Antwerpen wurde er Sechster in 2:41:18 h.
Nach einem weiteren zweiten Platz 1921 wurde er 1923 erneut Dänischer Meister.